# NGC 6270
NGC 6270 é uma galáxia lenticular (S0) localizada na direcção da constelação de Hercules. Possui uma declinação de +27° 51' 32" e uma ascensão recta de 16 horas, 58 minutos e 44,1 segundos.
A galáxia NGC 6270 foi descoberta em 28 de Junho de 1864 por Albert Marth.